# PGC 70933
PGC 70933 est une vaste galaxie lenticulaire relativement éloignée, située dans la constellation de Pégase. PGC 70933 est la galaxie australe de la paire de galaxies NGC 7578, découverte par l'astronome germano-britannique William Herschel en 1784.

## Groupe compact de Hickson 94
La paire de galaxies NGC 7578 fait partie du groupe compact de Hickson 94,. Ce groupe comprend sept galaxies. Les 5 autres galaxies du groupe sont PGC 70943 (HCG 94C), PGC 70936 (HCG 94D), PGC 70937 (HCG 94E), PGC 70939 (HCG 94F) et PGC 70941 (HCG 94G).

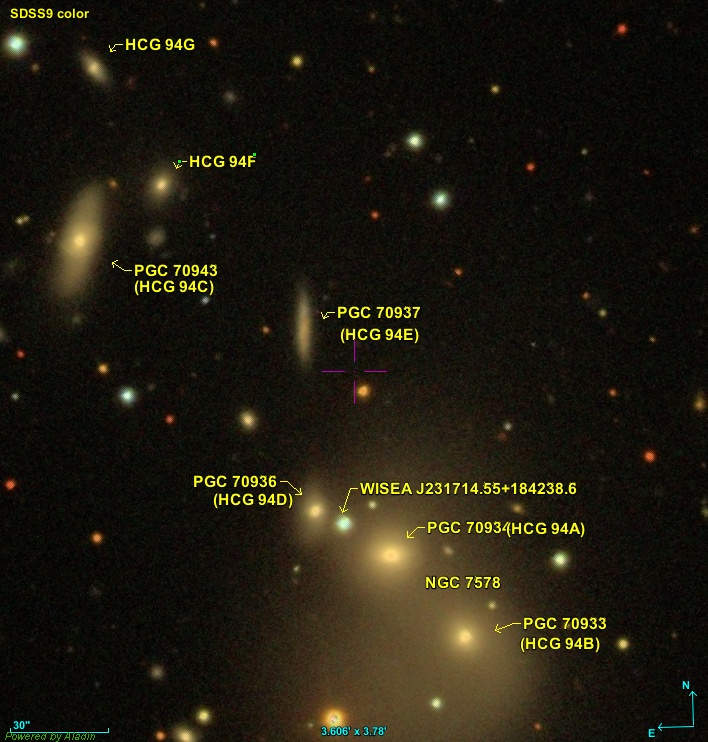
Le groupe compact de Hickson 94 par le relevé SDSS.